# 楊燁
楊 燁（ヤン・イエ）は、中国・上海出身のテレビ番組ディレクター。現在は、日本のテレビ番組制作会社「株式会社トップシーン」国際部に所属し、国際共同制作や多文化コンテンツの企画・演出を手がけている。日本の放送業界において、ドキュメンタリー、報道、情報番組、バラエティなど多彩なジャンルでディレクターとして活動している。特に中国やアジアをテーマとした番組においては、現地との深いネットワークと文化的な理解を活かしたリアリティのある番組づくりに定評がある。
主な制作番組・実績
作品：
2016年～2017年　CCTV-2　経済番組　「経済信息聨播」、「環球財経連線」等　東京特約記者兼ディレクター
2017年～2018年　TOKYO-MX  旅番組　「明日どこ行くの！？」　ディレクター
2018年3月14日　NHK-BSプレミアム　歴史番組　中国王朝英雄たちの伝説「反逆者　北京占領～李自成の乱からドルゴンへ～」　ディレクター
2017年7月～2020年3月　NHK-WORLD　自然番組　「Wild Hokkaido!」　中国語・韓国語版制作
2019年1月6日　NHK-WORLD 　ドキュメンタリー番組　「Side by Side」　Reclaiming Land with Locals: China　ディレクター
2019年2月4日　BSテレビ東京4K番組　日中共同制作　紀行番組　中国大紀行“京杭大運河” ～王宮に繋がる水の路　1794キロを行く～　演出
2019年3月6日　NHK-BSプレミアム　歴史番組　中国王朝 英雄たちの伝説「巨大遺産の謎 大運河～煬帝から永楽帝へ～」　ディレクター
2019年5月5日　BSテレビ東京　ドキュメンタリー番組　“救世主”か“怪物”か　始動！ＡＩ進化論　　ディレクター
2019年12月11日　NHK-WORLD 　ドキュメンタリー番組　「Side by Side」　Re-Greening Mines with Coffee: Yunnan Province, China　ディレクター
2020年5月7日　Discoveryチャンネル & CICC & Bilibili　ドキュメンタリー番組　「COVID-19: Battling the Devil」　制作
2020年9月25日　騰訊視頻　「博物館有意思」　東京国立博物館雲端遊　　中継ディレクター
2020年9月28日　NHK-WORLD     ドキュメンタリー番組　「Direct Talk」    The Feelings Baked into Bread: Osawa Shuichi / Baker　　ディレクター
2020年10月19日　NHK-WORLD     ドキュメンタリー番組　「Direct Talk」   A Gift from Ethiopia: Samejima Hiroko / CEO & Designer, Andu Amet　　ディレクター
2021年3月　TBS　７Days ニュースキャスター　ロケディレクター
2021年7月14日　NHK-WORLD 　ドキュメンタリー番組　「Side by Side」　Saving Farmland by Going Organic: Henan Province, China　ディレクター
2021年8月　テレビ朝日　「世界の街道をゆく」　撮影
2021年10月　天津津村製薬　プロモーションビデオ　撮影
2022年3月28日　NHK-BS4K 歴史番組　中国王朝 英雄たちの伝説「悪女たちの裏切り」　ディレクター
2023年2月8日　抖音（Tiktok）トニー・レオン デビュー40周年番組　「人生半山腰」　日本ロケディレクター
2023年5月17日　NHK総合　歴史探偵　「オッス!おら三蔵 西遊記の世界」　中国特別探偵
2024年3月　DNP印刷　プロモーションビデオ　コーディネーター
2024年5月11日　NHK-BS 歴史番組　中国謎の古代文明「三星堆」　ロケコーディネーター
2024年5月25日　NHK-BS 歴史番組　中国王朝英雄たちの伝説「荒ぶる民の秘密」　ディレクター
2025年3月20日　NHKスペシャル　新ジャポニズム 第4集 DESIGN 世界を魅惑する“和”の魔法　コーディネーション
2025年6月28日　NHK-BS 歴史番組　知られざる始皇帝～もうひとつのキングダム～　ディレクター